# Храм Трёх Святителей (Париж)
Храм трёх святителей (фр. Eglise cathédrale des Trois-Saints-Docteurs, Трёхсвятительское подворье) — второй кафедральный храм Корсунской епархии Русской православной церкви. Расположен в Париже по адресу: rue Pétel 5. С основания являлся главным храмом Русской православной церкви во Франции, а с 1960 года — кафедральным собором Корсунской епархии. После освящения 4 декабря 2016 года Троицкого собора в Париже эти функции перешли к последнему, но Трёхсвятительское подворье сохранило статус кафедрального храма.

## История
Когда в июне 1930 года митрополит Евлогий (Георгиевский) с подчинёнными ему приходами и клиром решил выйти из юрисдикции Московского Патриархата, нашлось шесть человек, которые отказались поддержать это решение — одна женщина и пятеро членов Братства Святого Фотия. Эти шесть человек сообщили о своём решении заместителю Патриаршего Местоблюстителя митрополиту Сергию (Страгородскому), и Митрополит Сергий перепоручил их митрополиту Литовскому и Виленскому Елевферию (Богоявленскому). Постепенно к ним присоединились священники и епископ Вениамин (Федченков).
3 января 1931 года епархиальная администрация Западной Европы во главе с митрополитом Евлогием получила указ от московского Патриархата о том, что Братство святого Фотия и вся его деятельность переходят отныне в ведомство Московского патриархата, и 6 января поступил указ, запрещавший митрополита Евлогия и назначавший экзархом Западной Европы митрополита Елевферия.
Во время Великого Поста 1931 года митрополит Елевферий многократно приезжал в Париж и служил на частной квартире.
В марте 1931 года вместе с небольшой группой эмигрантов (20−25 человек), оставшихся верными Московскому Патриархату, епископ Вениамин (Федченков) провёл епархиальное собрание, на котором было принято решение о создании прихода. На rue Pétel, 5 было арендовано помещение, раньше служило подвалом велосипедной фабрики. Храм расположился в подвале.
Церковь, в соответствии с уставом Братства святого Фотия, имела двойное посвящение — она была посвящена трём Вселенским святителям (Василия Великого, Григория Богослова, Иоанна Златоуста) в знак верности Вселенскому Православию и одновременно — святому Тихону Задонскому, чтобы подчеркнуть, что эта верность проявляется в лоне русской Церкви. В ней устроили два алтаря, соответственно двум посвящениям, но также и для того, чтобы можно было служить по двум обрядам — по западному и восточному. В верхнем помещении решили устроить трапезную и монашеские кельи. Душой и вдохновителем этого дела был епископ Вениамин.
Подготовка церкви к освящению потребовала большого труда. Каждый приносил что он сумел достать или что-нибудь из дома. Начались бесконечные споры по поводу того, что можно поставить в церкви, а что нельзя, достаточно ли молитвы для того, чтобы изображение стало иконой. Освящение и первое богослужение было совершено на Пасху 1931 года.
В первые годы существования подворья не хватало даже средств для существования. Клирики храма, включая епископа Вениамина, существовали исключительно на скудные пожертвования прихожан (как деньгами, так и продуктами питания). У входа в храм стояла картонная коробка, куда складывали еду.
Несмотря на эту крайнюю нищету, владыка Вениамин смог приобрести типографскую печатную машину. И сразу же, начиная с 1931 года, при храме начало работать издательство, которое выпускало духовную и просветительскую литературу.
Стараниями епископа Вениамина (Федченкова) была куплена Иверская икона Божией Матери, вывезенная из Москвы наполеоновской армией в 1812 году. Антиквар запросил за неё 25 000 франков (в те времена приличным заработком в Париже считалось 250 франков в месяц, а за 350—400 франков можно было снять однокомнатную квартиру на квартал). После того как первая попытка выкупить икону не увенчалась успехом, верующие обратились к епископу Вениамину. Он нанес визит антиквару, который подтвердил выторгованную цену в 15 000 франков, но дал всего три дня на сборы залога, после чего икона должна была уйти с молотка. На следующее утро епископ Вениамин по окончании литургии сказал горячую проповедь, которая оказала необычайное воздействие на прихожан. Люди понесли в храм буквально все сбережения до последней копейки, включая сюда «неприкасаемые» сбережения на оплату квартиры — тем самым рискуя оказаться выброшенными на улицу (чего, впрочем, ни с кем не случилось). Так удалось в оговоренный трёхдневный срок собрать деньги на залог, и антиквар отдал икону в храм. После этого было ещё много трудных месяцев сборов денег по всей Франции, но все равно собранная сумма была недостаточна. Надежда Соболева, известная красавица, находившаяся на содержании у одного швейцарского миллионера и, по причине своего лёгкого поведения, не допускаемая ни в один русский храм Парижа, кроме открытого для всех храма на рю Петэль продала все свои ювелирные украшения и внесла необходимый остаток.
Храм получил статус патриаршего подворья и стал известен как Трёхсвятительское подворье. На верхнем этаже была устроена типография во имя отца Иоанна Кронштадтского. В 1933 году по просьбе архимандрита Афанасия (Нечаева) Леонид Успенский и Георгий Круг расписали первый иконостас прихода.
В марте 1934 года Вениамин (Федченков) отбыл в США, новым настоятелем стал Афанасий (Нечаев), скончавшийся в 1943 году.
Небольшой приход быстро со временем рос. С Трёхсвятительским подворьем были связны: протоиерей Дмитрий Соболев, иеромонах Стефан (Светозаров), иеромонах Феодор (Текучёв), иереи Стефан Стефановский, Василий Заканевич, иеродиакон Серафим (Родионов), Всеволод Палашковский, диаконы Евфимий и Николай Шепелевские, Николай Бердяев, Петр Иванов, Владимир Лосский, Мария Каллаш, Владимир Ильин, Михаил Бельский, братья Максим и Евграф Ковалевские, Кирилл Шевич и Андрей Блум.
С 1946 года, несмотря на свои скромные размеры и за отсутствием другого храма в Париже, храм подворья получил статус кафедрального собора Западноевропейского экзархата Русской православной церкви.
В 1953 году по инициативе епископа Клишиского Николая (Ерёмина) были открыты православные богословско-пастырские курсы. Слушатели курсов участвовали в ежедневных богослужениях в Трёхсвятительском храме и проживали в помещениях при храме.
В 1958 году жилой дом, в части которого размещалась церковь, был разрушен. Владельцы земли согласились разместить храм в новом во вновь возводимом здании, при условии, что ни один элемент внешней архитектуры не напоминал бы о сакральном значении помещения. Архитектор Марк Сала, поместил церковь в плане дома, как «торговое помещение». При этом пастырские курсы и монашеская община, существовавшая при подворье, была переведена епископом Николаем (Ерёминым) в Вильмуассон.
Интерьер церкви, устроенный в русском стиле, был украшен фресками и иконами письма Леонида Успенского и монаха Григория (Круга). Работы завершились в 1960 году.
В феврале 1981 года подворье отметило своё 50-летие. Юбилейные торжества возглавил митрополит Минский и Белорусский Филарет (Вахромеев).
10-12 февраля 2001 года в Париже прошли церковно-общественные торжества, посвященные 70-летию Трехсвятительского подворья. Торжественные юбилейные мероприятия возглавил прибывший в Париж митрополит Смоленский и Калининградский Кирилл (Гундяев).
В конце 2003 — начале 2004 года архиепископ Иннокентий (Васильев) предпринял капитальный ремонт Трехсвятительского храма. Был сделан новый потолок, который на несколько сантиметров уменьшил высоту помещения; заменён пол, переставлены иконы, установили кондиционеры.
10 февраля 2011 года в храме Сен-Жермен-де-Пре в Париже состоялся концерт духовной музыки, приуроченный к празднованию восьмидесятилетия основания Трёхсвятительского подворья.
12 февраля 2016 года в престольный праздник состоялись торжества по случаю престольного праздника и 85-летней годовщины с основания Трёхсвятительского храма. В этот день в кафедральном храме епархии была совершена праздничная Божественная Литургия.

## Современное состояние
В храме хранится чтимый список Иверской Иконы Божьей Матери, вывезенный из России во время Отечественной войны 1812 года.
Единственный православный храм Парижа, где службы совершаются ежедневно. В воскресные и по церковным праздникам не вмещает всех прихожан (народ стоит на улице).
При храме Трёх святителей действует воскресная школа для детей.

## Настоятели
- епископ Вениамин (Федченков) (1931—1934)
- архимандрит Афанасий (Нечаев) (1933—1943)
- игумен Серафим (Родионов) (1943—1947)
- митрополит Николай (Ерёмин) (1947—1961)
- протоиерей Александр Туринцев (1961—1984) (польск.)
- протоиерей Лев Махно (1985—1989)
- протоиерей Николай Иноземцев (1989—1999)
- епископ Иннокентий (Васильев) (1999—2004), и. о.
- епископ Нестор (Сиротенко) (2004—2011)
- иеромонах Марк (Святогоров) (декабрь 2011 — 25 июля 2014)
- протоиерей Николай Ребиндер (с 14 августа 2014)